# لپیر (میشیگان)
لپیر، میشیگان (به انگلیسی: Lapeer, Michigan) یک شهر در ایالات متحده آمریکا با جمعیت ۸٬۸۴۱ نفر است که در میشیگان واقع شده‌است.

## موقعیت جغرافیایی
موقعیت جغرافیایی شهرها و مناطق اطراف به شرح زیر است: